# Hanganhalli, Sedam
Hanganhalli là một làng thuộc tehsil Sedam, huyện Gulbarga, bang Karnataka, Ấn Độ.